# Standard Futbol Klubu
Lo Standard Futbol Klubu, meglio noto come Standard Sumqayıt e in passato come Standard Baku, è stata una società calcistica azera con sede nella città di Sumqayıt.

## Storia
Fondato nel 2006 a Baku, il club si è trasferito a Sumqayıt il 12 giugno 2009, modificando anche la sua denominazione in Standard Sumqayıt.
Ha giocato nella massima serie azera per tre stagioni (2007-2008, 2008-2009, 2009-2010).
Nel 2010, in seguito alla retrocessione, i proprietari del club hanno annunciato che il club sarebbe stato sciolto e non avrebbe preso parte alla Birinci Divizionu.